# Mister Global 2014
Mister Global 2014 fue la 1.ª edición del certamen Mister Global, correspondiente al año 2014, se realizó el 27 de marzo en el The Secret Cliff Hotel, en la ciudad Nakhon Ratchasima, Tailandia. Candidatos de 16 países y territorios autónomos compitieron por el título. Al final del evento, Myat Thuya Lwin de Myanmar, obtuvo el título, siendo el primer ganador del concurso.

## Resultados
| Posiciones             | Candidato                                                                                 |
| ---------------------- | ----------------------------------------------------------------------------------------- |
| Mister Global 2014     | - Myanmar — Myat Thuya Lwin                                                               |
| Primer Finalista       | - Canadá — Michael South                                                                  |
| Segundo Finalista      | - Corea del Sur — Lee Jun-ho                                                              |
| Tercer Finalista       | - Vietnam — Nguyễn Hữu Vi                                                                 |
| Cuarto Finalista       | - Filipinas — Wilfred Placencia                                                           |
| Semifinalistas (Top 8) | - Indonesia — Mukti Wicaksono - Singapur — Jonathan Seah - Tailandia — Phubess Samkratoke |

## Premios especiales
| Título               | Candidato                         |
| -------------------- | --------------------------------- |
| Mister Simpatia      | - Costa Rica - Felipe González    |
| Mister Fotogenico    | - Vietnam - Nguyễn Hữu Vi         |
| Mister Popularidad   | - Sri Lanka - Sameera Weerasinghe |
| Mister People Choice | - Myanmar - Myat Thuya Lwin       |
| Mister Físico        | - Corea del Sur - Lee Jun-ho      |
| Mejor Traje típico   | - Indonesia - Andy Mukti          |
| Mejor Talento        | - Kirguistán - Ulan Omurbekov     |

## Candidatos
16 países compitieron por el título de Mister Global 2014:
| - Cabo Verde - Daniel Graça - Canadá - Michael South - Corea del Sur - Lee Jun-ho - Costa Rica - Felipe González - Estados Unidos - Aaron Jaquez - Filipinas - Wilfred Placencia - Francia - Nicolas Magnonnaud - Guam - Iowani Unpingco | - Indonesia - Andy Mukti - Kirguistán - Ulan Omurbekov - Malasia - Muhammad Nazri - Myanmar - Myat Thuya Lwin - Singapur - Jonathan Seah - Sri Lanka - Sameera Weerasinghe - Tailandia - Phubess Samkratoke - Vietnam - Nguyễn Hữu Vi |

## Sobre los países en Mister Global 2014

### Naciones debutantes
- Cabo Verde
- Canadá
- Corea del Sur
- Costa Rica
- Estados Unidos
- Filipinas
- Francia
- Guam
- Indonesia
- Kirguistán
- Malasia
- Myanmar
- Singapur
- Sri Lanka
- Tailandia
- Vietnam